# 경사 (계급)

경사의 계급장

경사(警査, Assistant Inspector)는 경찰공무원의 계급 중 경장(8급)의 위, 경위(6급을)의 아래로, 비간부(치안 실무자)에 속한다.
경사는 7급 공무원 주사보, 국군의 상사(부사관), 대위(장교)하고 동급이다. 봉급 액수는 공무원의 7급 주사보, 소방관의 소방장, 군대의 상사, 대위하고 비슷하다.<ref>대한민국 인사혁신처 (2015년 1월 12일). “성과상여급 지급기준액표”. 《국가법령정보센터》. 대한민국 법제처. 2015년 3월 20일에 확인함.
- 세무사의 경우 경찰시험에 합격하면 경사(7급)로 채용한다.
- 노무사의 경우 경찰시험에 합격하면 경장(8급)으로 채용한다.
- 순경으로 들어와 경사까지 시험으로 승진하기까지 최소 5년에 불과하다[교육기간 포함, 단 5년안에 경사가 되는 경우는 기수당 10%미만, 대부분(70%이상)은 근속으로 승진하여 근속으로만 승진할 경우 총9년(징계를 받으면 그 이상)이 소요된다].
- 일반적으로 30대 후반에서 40대에 본 계급이 많다.
- 경사 승진시험의 시험과목은 형법, 형사소송법, 경찰실무종합으로 각 40문제씩 총 120문제가 출제되며 시험점수 60%와 근무성적평가 40%를 합산하여 고득점자 순으로 선발한다. 난이도는 경찰공무원 순경 채용시험에서 경찰간부후보생(경위) 중간정도에 위치한다.

## 보직
| - 경사 - 수사부서의 수사관 (일명 형사) - 경찰서 소속 지구대의 순찰팀원 또는 관리반장 - 경찰관 기동대의 부팀장 - 정보부서의 정보관 - 의경 기동대의 부소대장 - 중앙경찰학교 교수요원 | 대한민국 해양경찰청 | 자치경사 |

### 자치경사

제주자치경사의 계급장